# Crux cordis

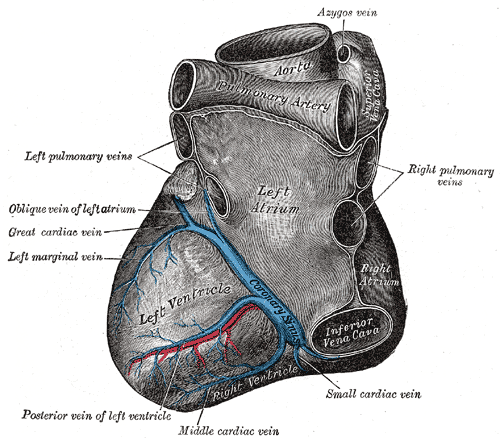
Nella superficie diaframmatica del cuore vediamo il seno coronarico (indicato nella figura) che va nel solco atrioventricolare; la vena cardiaca media (indicata) va al solco posteriore interventricolare. I due solchi si incontrano nella crux cordis.

La crux cordis o croce del cuore è un solco crociforme  nella faccia diaframmatica del cuore formato dall'incontro fra il solco atrioventricolare, che separa gli atri dai ventricoli, e il solco interventricolare posteriore, che separa il ventricolo destro dal sinistro. Sul ramo di sinistra della Crux cordis c'è il passaggio del seno coronario il cui sbocco nella cavità atriale destra è posizionato centralmente alla croce, sul braccio destro passa l'arteria coronaria destra con la piccola vena cardiaca. Infine, sulla parte inferiore decorre la vena cardiaca media assieme ad un ramo della coronaria di destra, ossia l'arteria interventricolare.